# Süßwassertrommler
Der Süßwassertrommler (Aplodinotus grunniens) (engl. freshwater drum, croaker, grunt) ist eine der wenigen Arten der Umberfische, die ausschließlich im Süßwasser leben. Sein Lebensraum sind Flüsse und Seen in Nordamerika.

## Merkmale
Süßwassertrommler erreichen in der Mehrzahl eine Länge von 30 bis 70 Zentimeter und ein Gewicht von 0,45 bis 3,5 Kilogramm. Größere und schwerere Exemplare sind bekannt: Im Sommer 2007 wurden unterhalb des Gavins Point Dam des Missouri River an der Grenze Nebraska-South Dakota zwei Süßwassertrommler gefangen mit 10,35 kg beziehungsweise 14,86 kg. Es wurde auch schon ein Exemplar im Alter von 32 Jahren aus dem Cahaba River in Alabama gefangen und selbst über einen 72 Jahre alten Süßwassertrommler aus Red Lakes in Minnesota wurde berichtet.

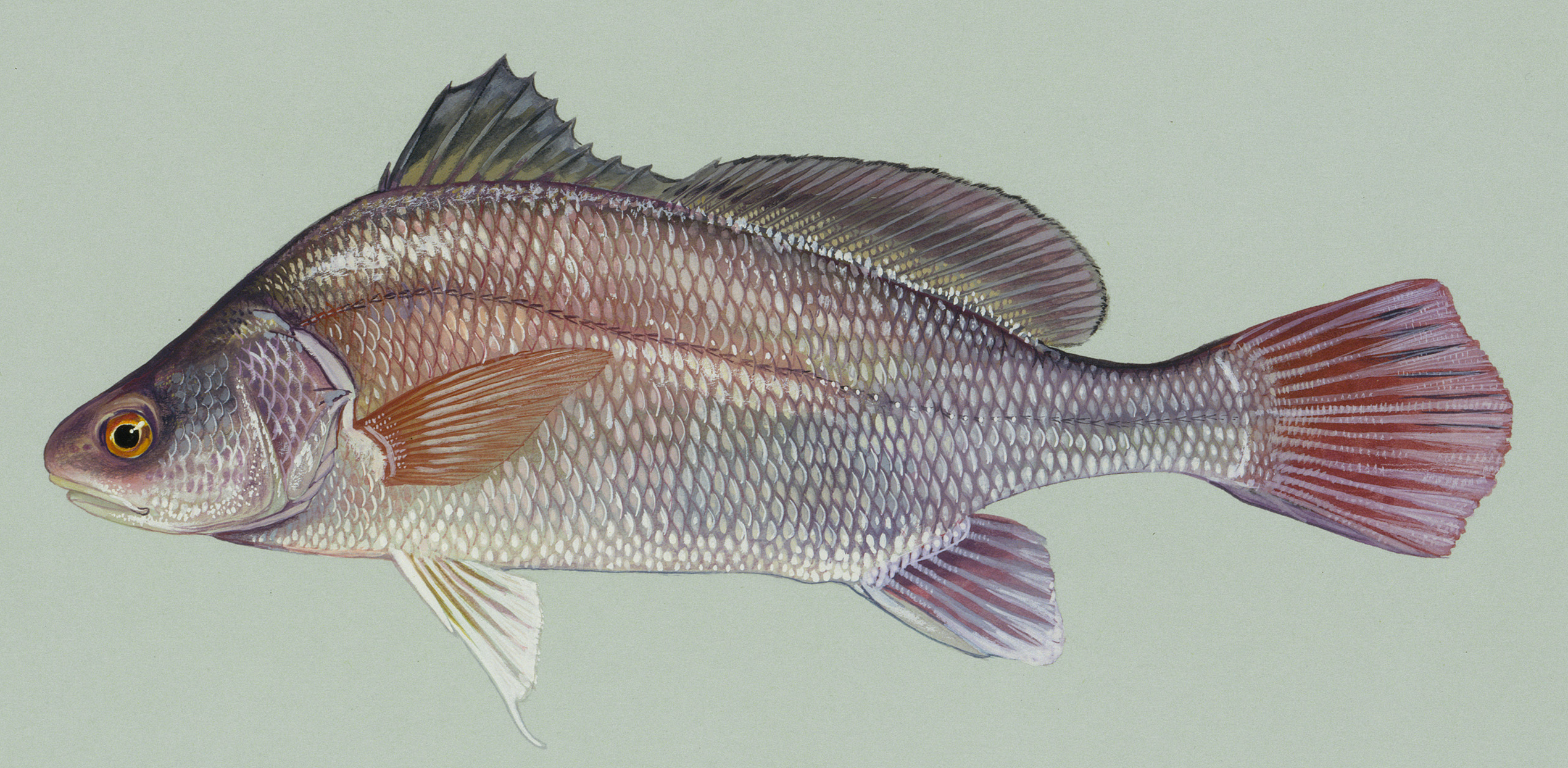
Zeichnung eines Süßwassertrommlers

Kennzeichnend für den Süßwassertrommler sind der hohe Rücken und der seitlich abgeflachte Körper. Die Färbung ist großenteils einförmig silbrig, Rücken und obere Körperseiten sind häufig dunkel, die Wurzeln der Flossen rötlich, die Rücken- und Schwanzflosse können zudem schwarz umrandet sein. Die große Rückenflosse besteht aus der vorderen stacheligen und der hinteren weichen Rückenflosse, beide sind durch eine tiefe Einkerbung voneinander abgesetzt. Das Seitenlinienorgan erstreckt sich bis in die Schwanzflosse. Der Süßwassertrommler besitzt wie die meisten Umberfische kräftige Pharyngeal-Zähne und kann damit hartschalige Beute knacken. Die ventralen Pharyngealia sind verwachsen, die Zähne halbkugelig. Die Schwimmblase ist groß und ungeteilt.
Geschlechtsreife Männchen besitzen einen Lautapparat, mit dem sie während der Fortpflanzungszeit Laute bilden. Der Lautapparat besteht aus zwei Muskeln (Trommelmuskeln), deren Fasern von der Innenwand der Körpermuskulatur ausgehen und über eine breite Sehne (Zentralsehne), die über die Schwimmblase hinweg zieht, miteinander verbunden sind. Die Trommelmuskeln sind während der Laichzeit rötlich im Gegensatz zur weißen Körpermuskulatur.
Das Labyrinth ist gut ausgebildet. Die drei Bogengänge sind gleich groß und in drei Richtungen des Raumes angeordnet. Dorsal sind die Bogengänge an der Schädeldecke befestigt. Ausnehmend groß ist der Sacculus, ebenso sein Ohrstein (Sagitta). Die laterale Seite dieses Ohrsteins ist unregelmäßig gestaltet, während die mediale Seite leicht gewölbt und bis auf eine raue Fläche seitlich von der Mitte glatt ist. Außerdem ist auf der medialen Seite regelmäßig eine L-förmige Einkerbung ausgebildet. Caudal schließt sich an den Sacculus die merklich kleinere Lagena an, die ebenfalls einen Ohrstein (Asteriscus) enthält. Der Uriculus befindet sich an der Basis der Bogengänge und ist von diesen abgesetzt. Er enthält gleichfalls einen Otolithen (Lapillus). Mithilfe der Ohrsteine lässt sich das Alter eines Fisches bestimmen.
Flossenformel: D1 IX, D2 I/~30, A II/5–6.

## Vorkommen
Der Süßwassertrommler bewohnt Seen und Flüsse Nordamerikas. In Ost-West-Richtung reicht sein Verbreitungsgebiet von den Appalachen bis zu den Rocky Mountains, in Nord-Süd-Richtung von der Hudson Bay über Nordamerika hinaus bis nach Guatemala. Er besitzt damit das größte Verbreitungsgebiet aller Süßwasserfische Nordamerikas. Die Verbreitung in diesem Areal ist allerdings nicht flächendeckend.
In der Familie der Umberfische stellt der Süßwassertrommler eine Ausnahme dar, da er, wie Plagioscion squamosissimus (Heckel, 1840) in Südamerika, im Süßwasser lebt. Damit ist er vergleichbar mit der Quappe oder Trüsche, die als Vertreterin der Dorschfische ebenfalls im Süßwasser heimisch ist. Ein Unterschied besteht darin, dass manche Umberfische in Brackwasser und Süßwasser vordringen, die Dorsche dagegen nicht.

## Lebensweise, Verhalten

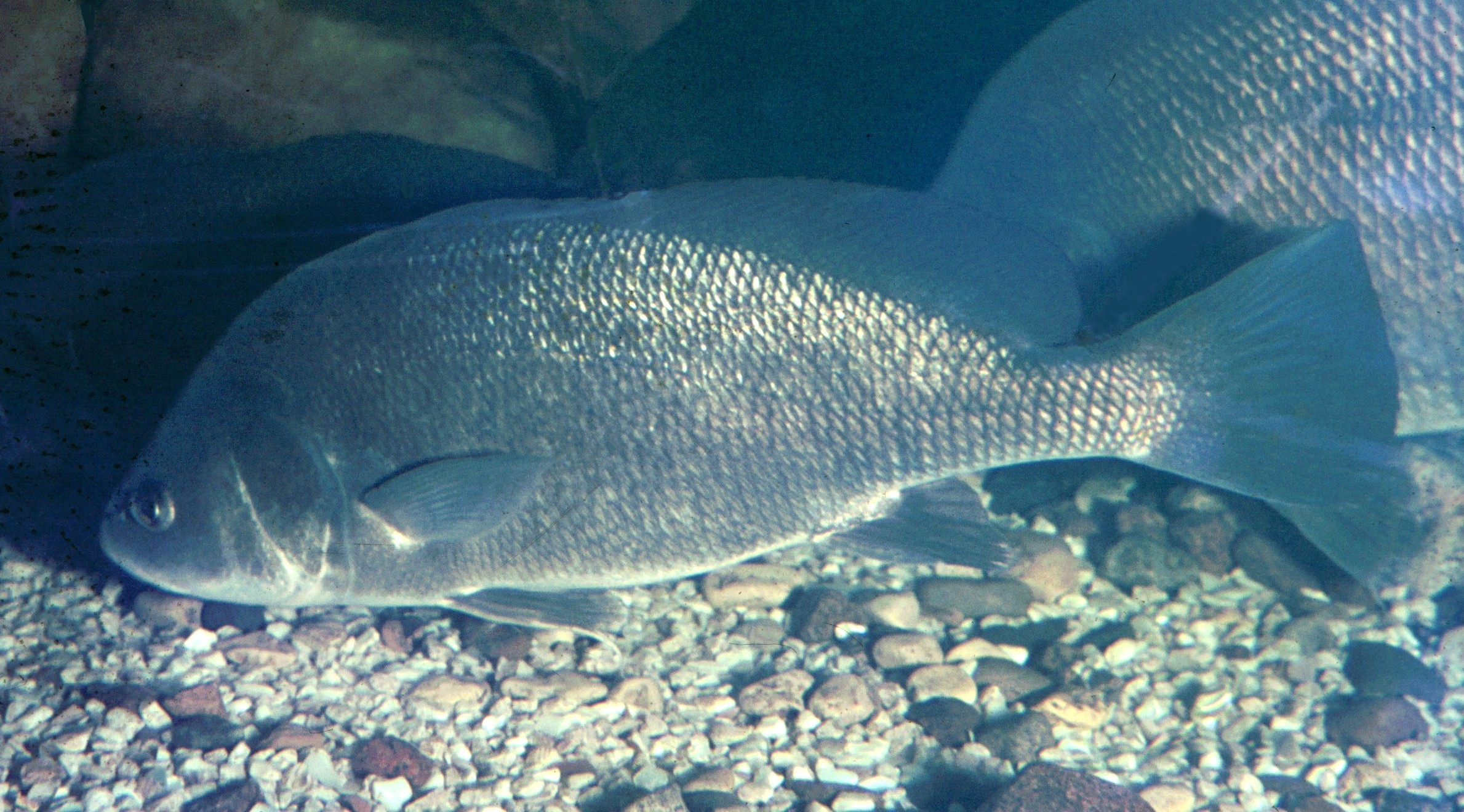
Süßwassertrommler in der Gavins Point National Fish Hatchery, South Dakota

Die Nahrung des Süßwassertrommlers besteht vorwiegend aus Insektenlarven, Flohkrebsen und Decapoden, Schnecken und Süßwassermuscheln (z. B. Wandermuscheln), deren harte Schalen er mit seinen Pharyngealzähnen aufknackt. Erst ab einer Länge der Fische von 26 cm sind die Pharyngealzähne genügend stark entwickelt, um Muscheln knacken zu können. Nur größere Exemplare ab 37,5 cm Länge ernähren sich hauptsächlich von Wandermuscheln. Der Süßwassertrommler kann also nur bedingt zur biologischen Kontrolle der Vermehrung der im nordamerikanischen Seengebiet eingeschleppten Wandermuschel herangezogen werden. Dazu kommen als Beute für den Süßwassertrommler kleinere Fische wie Alosa, kleine Karpfenartige und auch Jungfische der eigenen Art. Der Süßwassertrommler ist im Gegensatz zu den meisten anderen Raubfischen des Süßwassers nachtaktiv.
Süßwassertrommler werden nach 4 bis 6 Jahren geschlechtsreif; die Körperlänge der Männchen beträgt dann mindestens 20 cm, die der Weibchen mindestens 22 cm.
Während der Fortpflanzungszeit geben die Männchen ihre typischen Laute (Trommellaute) ab, die aus kurzen, gleichartigen Impulsen aufgebaut sind. Ihre Wiederholungsrate liegt bei etwa 25–30 Hz und ist temperaturabhängig. Die Dauer der Laute variiert zwischen 200 ms und 5 s; sie ist bestimmt durch die Anzahl der Impulse pro Laut. Bei hoher akustischer Aktivität ist die Dauer der Laute lang, die Intervalle zwischen ihnen sind dagegen kurz. Das Frequenzspektrum der Laute reicht von 100 bis 2000 Hz. Der Hauptteil der Schallenergie verteilt sich auf den Bereich 200 bis 300 Hz. Nach bisheriger Kenntnis dienen die Laute dazu, ablaichbereite Männchen und Weibchen zusammenzuführen.
Das Laichen findet in Abhängigkeit von der geografischen Breite von April bis Ende Juni bei Wassertemperaturen zwischen 18 und 26 °C statt. Zum Laichen bilden die Fische Gruppen von 15–30 Tieren, die zur Wasseroberfläche aufsteigen und dort laichen. Die Eier entwickeln sich pelagisch, was bei Süßwasserfischen sonst selten vorkommt. Sie können durch Wasserströmungen innerhalb eines Sees oder Flusses weit verbreitet werden. Große Weibchen legen bis zu 600 000 Eier ab.

## Nutzung
Bei Anglern in Nordamerika ist der Süßwassertrommler recht beliebt, als Speisefisch wird er vielerorts aufgrund des Geschmacks und der schleimigen Haut jedoch verschmäht. Im Lake Winnebago in Wisconsin ist der Süßwassertrommler zahlreich und wird wirtschaftlich genutzt, z. B. dient er in Nerzfarmen als Futter für die Aufzucht der Tiere.
Die Ohrsteine des Süßwassertrommlers wurden von den früheren Einwohnern Nordamerikas als Währung verwendet und werden auch heute noch als Glücksbringer verschenkt oder zu Schmuck gedrechselt (elfenbeinähnlich). Als Funde sind angeschwemmte Ohrsteine des Sacculus besonders geschätzt, denn die L-förmige Einkerbung auf der medialen Seite wird als "lucky" gedeutet. Möglicherweise lässt sich von den Ohrsteinen der von Rafinesque 1819 vergebene wissenschaftliche Name Aplodinotus deuten: (h)aplo- "einfach", din- "sehr groß", -otos "-ohrig" (von οῦς, ὠτός Ohr, "Ohrstein").